# Martin Strel
Martin Strel (Mokronog, 1º ottobre 1954) è un nuotatore sloveno.

## Biografia
Nel 2000 nuotò lungo il Danubio (2860 km) e conquistò il record per la maggior distanza percorsa a nuoto (3004 km) in 58 giorni. Nel luglio 2001 riuscì a ottenere un altro record del mondo nuotando senza interruzione per 504 km nelle acque del Danubio in 84 ore e 10 minuti. Nel 2002 percorse l'intero Mississippi (3885 km) in 68 giorni. Nel 2003 nuotò lungo il fiume argentino Paraná (1930 km). Il 10 giugno del 2004 Martin iniziò a nuotare lungo il percorso del fiume Yangtze (6300 km, il più lungo fiume in Asia, il terzo più lungo del mondo) in Cina. Raggiunse Shanghai in 40 giorni, il 30 luglio 2004 un giorno prima di quanto avesse pianificato. Nell'Aprile 2007 il così chiamato 'uomo pesce' ha compiuto la sua ultima più importante opera nell'America latina. In 65 giorni ha nuotato per il Rio delle Amazzoni superando 5.400 km dei 6280 km del secondo fiume più lungo del mondo. 
I suoi primi due fiumi sono stati: nel 1992 il fiume Krka (105 km) nella sua terra d'origine, in 28 ore, e nel 1993 il tortuoso fiume Kupa (62 km), in 16 ore.
Durante le sue nuotate, dorme 5 ore al giorno. Si prepara per una così lunga nuotata per più di un anno e mezzo. Normalmente a Strel servivano 6 o 7 mesi per recuperare la sua normale forma fisica. Il Nilo gli è stato proposto come il suo prossimo fiume ma Martin ha risposto che il Nilo è senz'altro un fiume lunghissimo ma assolutamente insignificante, non paragonabile all'impetuoso Rio delle Amazzoni. 
Il suo motto è "Io nuoto per la pace, l'amicizia e l'acqua pulita" (in Sloveno Plavam za mir, prijateljstvo in čiste vode)